# Parijs-Roubaix voor junioren 2025
De 22e editie van de wielerwedstrijd Parijs-Roubaix voor junioren  vond plaats op 13 april 2025. De 137 deelnemers startten in Lecelles en finishten 110,3 kilometer later in het Vélodrome André Pétrieux in Roubaix. De Nederlander Michiel Mouris won na in de finale te zijn weggereden uit een kopgroep. Twaalf seconden later versloeg de Amerikaan Ashlin Barry nipt de Wit-Rus Mikita Babovitsj in een sprint om de tweede plek.

## Uitslag
| Plaats  | Naam              | Tijd     |
| ------- | ----------------- | -------- |
| Winnaar | Michiel Mouris    | 2u40'04" |
| 2       | Ashlin Barry      | + 12"    |
| 3       | Mikita Babovitsj  | z.t.     |
| 4       | Gijs Schoonvelde  | z.t.     |
| 5       | Jan Jackowiak     | z.t.     |
| 6       | Mats Vanden Eynde | z.t.     |
| 7       | Alban Picard      | + 22"    |
| 8       | Henry Hobbs       | + 23"    |
| 9       | Mikołaj Legieć    | z.t.     |
| 10      | Valentin Hofer    | z.t.     |
| 11      | Elias Wändel      | z.t.     |
| 12      | Vilmer Ekman      | z.t.     |
| 13      | Jasper Verbrugge  | z.t.     |
| 14      | Édouard Claisse   | z.t.     |
| 15      | Noah Møller       | z.t.     |
| 16      | Ignacy Golonko    | z.t.     |
| 17      | Tuur Verbeeck     | z.t.     |
| 18      | Thijs Wiersma     | z.t.     |
| 19      | Rick Versloot     | z.t.     |
| 20      | Matthew Kent      | z.t.     |

2003 · 2004 · 2005 · 2006 · 2007 · 2008 · 2009 · 2010 · 2011 · 2012 · 2013 · 2014 · 2015 · 2016 · 2017 · 2018 · 2019 · 2020 · 2021 · 2022 · 2023 · 2024 · 2025